# Myrsinus
Myrsinus is een kevergeslacht uit de familie van de boktorren (Cerambycidae). De wetenschappelijke naam van het geslacht werd voor het eerst geldig gepubliceerd in 1904 door Gahan.

## Soorten
Myrsinus is monotypisch en omvat slechts de volgende soort:
- Myrsinus modestus Gahan, 1904